# Bonnski pregled
Bonnski pregled (nje. Bonner Durchmusterung, BD) je zvjezdani katalog (odnosno iz njega izveden nebovid od 36 listova) na osnovi vizualnih mjerenja zvijezda sjevernog zvjezdanog neba. Pregled je poduzeo Friedrich Wilhelm August Argelander na Bonnskoj zvjezdarnici Sveučilišta u Bonnu. Sproveden je od 1859. i 1862. uz potporu Adalberta Krügera i Eduarda Schönfelda. Küstner je dodao 1903., Becker 1951. i Schmidt 1968. godine. 
Cilj pregleda je bio dobiti poziciji i procijenjenu vizualnu magnitudu za svaku zvijezdu vidljivu bonnskim teleskopom promjera 78 mm.
Ukupno je izmjereno oko 325.000 zvijezda u području deklinacije od 89° do -2°, sve do veilčine 9,5 (djelimice do 10).
Format označavanja je BD VDD NNNN, gdje je BD oznaka za "Bonner Durchmusterung", V je predznak deklinacije, DD je stupanj deklinacije (zona, zaokruženo prema nuli), a NNN je broj objekata u zoni.
Nastavak ovog projekta je Cordobski pregled.

## Vanjske poveznice
- Opis na VizieR
- Kurzdarstellung mit weiteren Links
- Argelander und die Bonner Durchmusterung (Michael Geffert, Universität Bonn)
- F. Argelander: Bonner Durchmusterung des Nördlichen Himmels. Erster Band. Zweite Auflage, A. Marcus und E. Weber's Verlag, Bonn 1903, Digitalisat
- F. Argelander: Bonner Durchmusterung des Nördlichen Himmels. Zweiter Band. Zweite Auflage, A. Marcus und E. Weber's Verlag, Bonn 1903, Digitalisat